# 2008年夏季殘疾人奧林匹克運動會摩洛哥代表團
2008年夏季殘疾人奧林匹克運動會摩洛哥代表團於2008年9月6日至17日參加在中國北京舉行的第13屆殘疾人奧運會。
摩洛哥在本屆殘奧會將派出18名運動員出戰田徑和举重兩個項目。

## 獎牌榜
| 奖牌 | 运动员             | 项目 | 赛事               |
| ---- | ------------------ | ---- | ------------------ |
| 金牌 | 阿卜杜拉·马梅      | 田径 | 男子800米T13級     |
| 金牌 | 萨娜·本哈马        | 田径 | 女子100米T13級     |
| 金牌 | 萨娜·本哈马        | 田径 | 女子200米T13級     |
| 金牌 | 萨娜·本哈马        | 田径 | 女子400米T13級     |
| 銀牌 | 优素福·本·易卡拉欣 | 田径 | 男子5000米T12/13級 |
| 銅牌 | 莱拉·贾拉          | 田径 | 女子铅球F40级      |
| 銅牌 | 纳贾特·贾拉        | 田径 | 女子铁饼F40级      |

## 參賽項目

### 田徑
| 男子 - 阿卜杜拉·马梅 - 艾哈迈德·费尔哈特 - 德里斯·乌盖尔德 - 福阿德·希兹拉维 - 拉希德·艾特·马拉 - 穆罕默德·贾拉 - 赛义德·杜米 - 塔里克·扎勒祖利 - 易卜拉希米·阿布沙里 - 优素福·本·易卡拉欣 | 女子 - 哈斯娜·穆巴勒 - 莱拉·贾拉 - 纳贾特·贾拉 - 萨娜·本哈马 |  |

### 举重
| 男子 - 阿卜杜勒－拉希姆·阿马里 - 赛义德·卡拉赫 | 女子 - 哈迪贾·阿西姆 - 玛莉卡·马塔尔 |  |